# اسلی (بازیکن فوتبال)
اسلی (انگلیسی: Esley؛ زادهٔ ۱۵ آوریل ۱۹۷۹) بازیکن فوتبال اهل برزیل است.
از باشگاه‌هایی که در آن بازی کرده‌است می‌توان به باشگاه ورزشی فورتالزا و باشگاه فوتبال سانتا کلارا اشاره کرد.